# Гриньон (Кот-д’Ор)
Гриньо́н (фр. Grignon) — коммуна во Франции, находится в регионе Бургундия. Департамент коммуны — Кот-д’Ор. Входит в состав кантона Венаре-Ле-Лом. Округ коммуны — Монбар.
Код INSEE коммуны — 21308.

## Население
Население коммуны на 2010 год составляло 225 человек.
| 1962 | 1968 | 1975 | 1982 | 1990 | 1999 | 2010 |
| ---- | ---- | ---- | ---- | ---- | ---- | ---- |
| 358  | 334  | 281  | 267  | 244  | 246  | 225  |

## Экономика
В 2010 году среди 140 человек трудоспособного возраста (15—64 лет) 103 были экономически активными, 37 — неактивными (показатель активности — 73,6 %, в 1999 году было 69,5 %). Из 103 активных жителей работали 98 человек (56 мужчин и 42 женщины), безработных было 5 (1 мужчина и 4 женщины). Среди 37 неактивных 7 человек были учениками или студентами, 17 — пенсионерами, 13 были неактивными по другим причинам.